# Gråbandad gärdsmyg
Gråbandad gärdsmyg (Campylorhynchus megalopterus) är en fågel i familjen gärdsmygar inom ordningen tättingar.

## Utseende och läte
Gråbandad gärdsmyg är en stor medlem av familjen med en kroppslängd på 17–19,5 cm. Fjäderdräkten är gråaktig med tydliga fläckar och tvärband. Ovansidan är huvudsakligen grå med mörkare tvärband, undersidan smutsvit med mörka fläckar. Ungfåglarna som ses sommartid är mycket annorlunda, med beigesträckad rugg och otecknad vitaktiga bröst. Sången består av ett snabbt och hårt tjatter som båda könen sjunger i duett. Lätet är ett hårt "karrr".

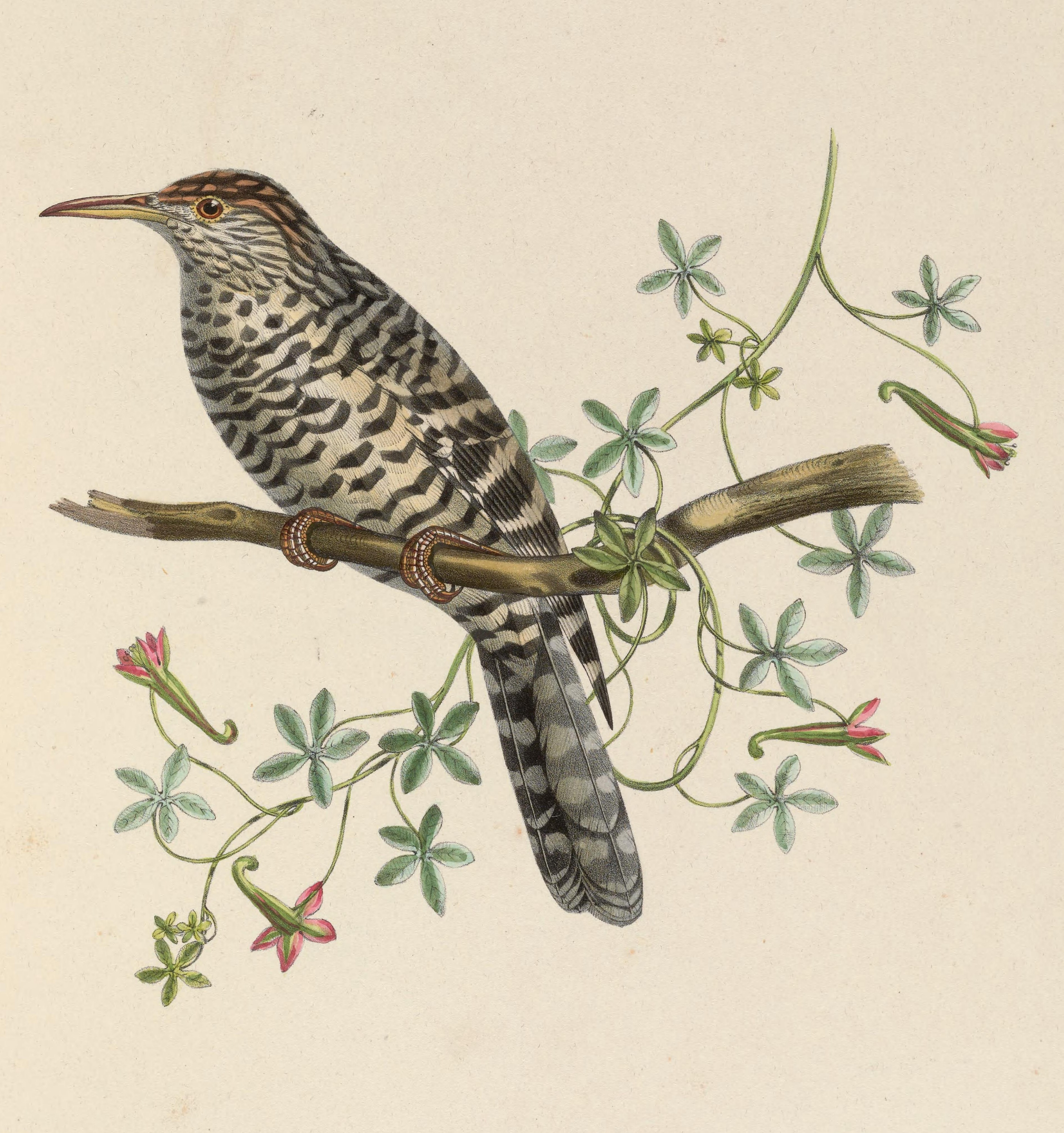

## Utbredning och systematik
Gråbandad gärdsmyg delas in i två underarter:
- Campylorhynchus megalopterus megalopterus – förekommer i barrskogar på mexikanska platån
- Campylorhynchus megalopterus nelsoni – förekommer i bergen i södra Mexiko (östra Puebla, sydvästra Veracruz och Oaxaca)

## Levnadssätt
Fågeln hittas i bergsskogar med tall och ek eller andra barrträd. Den ses vanligen i grupper om upp till ett dussin individer, födosökande lågt i snårig vegetation eller högt upp i höga träd. Där klättrar den utmed grenar och petar in i bromelior, ofta i artblandade flockar med trädklättrare och trupialer. Födan tros huvudsakligen bestå av ryggradslösa djur och med tanke på att näbben är tunnare än hos sina släktingar troligen relativt små sådana.

### Häckning
Häckningsvanorna är relativt okända. Den tros häcka i maj och juni. Få bon finns beskrivna, en kupol av mossa med sidoingång som placeras 15–20 meter upp i en ek, ett barrträd eller Arbutus. Ungarna har noterats matas av flera individer än föräldrarna.

## Status
Arten har ett rätt stort utbredningsområde och beståndet anses stabilt. Internationella naturvårdsunionen IUCN listar den därför som livskraftig (LC).